# Фабианское общество

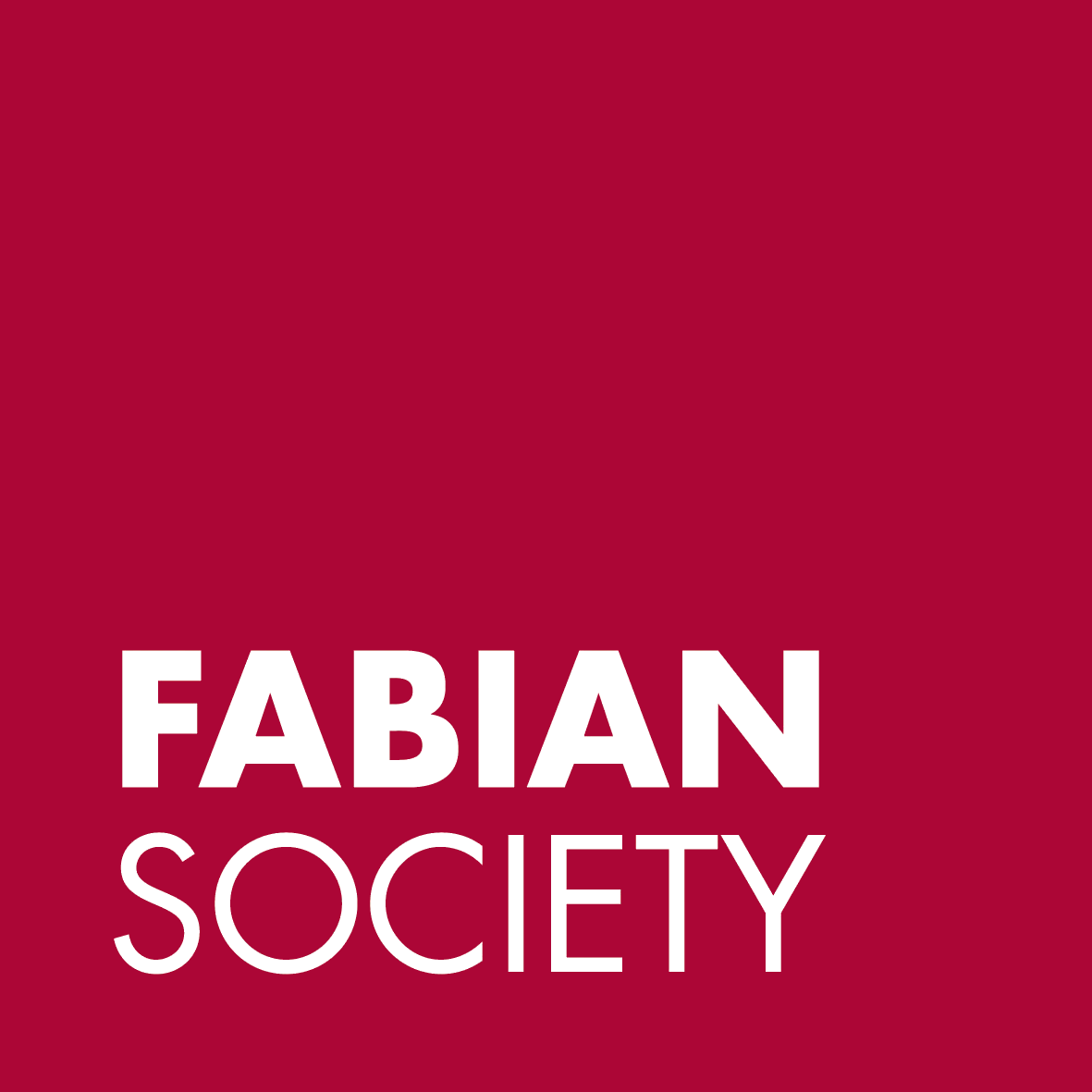
Современный логотип Фабианского общества

Первая эмблема Фабианского общества (волк в овечьей шкуре)

Фабианское общество, фабианство или фабианский социализм (англ. Fabian Socialism) — философско-экономическое течение реформистски-социалистического толка, ныне являющееся аналитическим центром в Лейбористской партии Великобритании. Получило своё название от имени древнеримского военачальника Фабия Максима Кунктатора (Медлительного), чья стратегия в войне с превосходящей армией Ганнибала заключалась в победе из-за истощения противника, а не решительных битв. Организационное воплощение фабианство получило в форме «Фабианского общества», основанного в Лондоне в 1884 г.
Сторонники фабианства считали, что преобразование капитализма в социалистическое общество должно происходить эволюционно, мирно, плавно, постепенно, медленно, в результате постепенных институциональных преобразований. Крупнейшие представители фабианства: Сидней Вебб, Беатриса Вебб, Э. Кеннан, Джордж Дуглас Ховард Коул, К. Блэк, Роберт Блэтчфорд, Томас Балог, Джон Мейнард Кейнс, Бертран Рассел, Уильям Беверидж, Ричард Генри Тоуни, Эдит Несбит, известные писатели Бернард Шоу и Герберт Уэллс.

## Взгляды, персоналии
Фабианцы так определяют своё миросозерцание в отчёте, представленном Международному социалистическому съезду в Лондоне в 1896 году:

Общество фабианцев имеет целью воздействовать на английский народ, чтобы он пересмотрел свою политическую конституцию в демократическом направлении и организовал своё производство социалистическим способом так, чтобы материальная жизнь стала совершенно независимой от частного капитала. Общество фабианцев преследует свои демократические и социалистические цели, не примешивая к ним других тенденций; сообразно с этим оно не имеет собственного мнения относительно вопросов о браке, о религии, об искусстве, об экономическом учении in abstracto, об историческом процессе, о валюте и т. д. Общество фабианцев состоит из социалистов. Оно стремится к новой организации общества посредством эмансипации земли и промышленного капитала от личной и классовой собственности и посредством передачи их в руки общества в видах всеобщего блага.— «Report on Fabian Policy», напеч. в «Fabian Tracts», № 70
От других социалистов и в особенности от социал-демократов фабианцы резко отличаются тем, что не верят в социальный катаклизм, не признают революцию ни возможной, ни желательной, протестуют против слишком, по их мнению, враждебного отношения социал-демократов к классу буржуазии, из которого вышли и выходят многие социалисты, требуют враждебности только к буржуазным идеям и инстинктам и не видят принципиальной противоположности между нынешним общественным строем, основанным на принципе частной собственности, и строем социалистическим, основанным на её отрицании, признавая последний лишь дальнейшим естественным развитием первого.
Торжество их идеалов должно явиться результатом распространения в обществе социалистических идей. Господство социализма должно наступить постепенно, путём ряда частных реформ, как общегосударственного, так и в особенности местного, муниципального характера. Ввиду этого фабианцы принимают горячее участие во всех как парламентских, так и местных выборах. Не будучи, однако, политической партией и вовсе не стремясь ею сделаться, фабианцы не выставляют своих собственных кандидатов, а поддерживают тех представителей борющихся партий, которые ближе подходят к их убеждениям и дают требуемые ими обязательства.
Они не сочувствовали даже выставлению самостоятельных кандидатов социалистов (хотя допускали его в некоторых случаях), предпочитая поддерживать либеральную партию и считая возможным постепенно социализировать её. Их политическая программа требует всеобщего голосования, ограничения прав палаты лордов, отмены налогов на чай, кофе и съестные припасы, прогрессивного подоходного налога. В области экономического законодательства фабианцы всего энергичнее стоят за восьмичасовой рабочий день (но ввиду практических соображений первоначально требовали его лишь в рудниках, в общественных мастерских и т. д.), за развитие фабричного законодательства, за национализацию земли, железных дорог, рудников и т. д., за муниципализацию водоснабжения, газового и электрического освещения, за устройство муниципалитетами дешевых и хороших жилищ для бедняков, за организацию муниципального контроля над торговлей съестными припасами и топливом. Во всех своих стремлениях «фабианцы опираются на опыт, говорящий им, что социалисты, как и все остальные люди, не могут сделать всего по собственному желанию и потому должны признавать, что в демократическом обществе компромисс есть необходимое условие политического прогресса».

## Развитие
В начале XX в. ряд фабианцев (в том числе Дж. Коул) основали Национальную гильдейскую лигу, в рамках которой была сформулирована концепция т. н. «гильдейского социализма». Теоретики лиги предполагали вытеснение капиталистических монополий путём постепенного перехода предприятий под контроль национальным гильдиям — объединениям трудящихся, занятых в определённой сфере экономики. «Фабианское общество» сотрудничает с лейбористской партией с момента основания последней. Местопребывание Общества — Лондон, отделения — в других городах Англии. Число членов центрального общества в 1899 г. — 861, провинциальных отделений — до 2000 человек. 5 810 членов в 2004 году. В обществе состояли премьер-министры Великобритании Рамсей Макдональд, Клемент Эттли, Гарольд Вильсон, Джеймс Каллаган, Тони Блэр.
Общество и не стремится особенно увеличивать это число, ставя весьма строгие требования для принятия в свою среду (либо единогласное решение исполнительного комитета, состоящего из 15 членов, либо принятие большинством 4/5 голосов общего собрания). Свои идеи общество распространяет посредством устройства публичных лекций, издания брошюр (Fabian Tracts) и книг (Fabian Essays), организации библиотек и т. д. Лекции и брошюры общества посвящены различным общественным вопросам, преимущественно экономическим, политическим и историко-экономическим, но также и другим (так, несколько лекций, организованных обществом, были посвящены Достоевскому, Льву Толстому, Рих. Вагнеру, Ницше).

## Влияние
Для распространения идей социализма в народной массе, а также для разработки многих теоретических и практических (экономических и статистических) вопросов фабианцы сделали немало. В области теории они опираются особенно охотно на труды Маркса и Лассаля, решительно протестуя, однако, против принятия их положений как неоспоримых догматов и требуя их критической проверки. Брошюры общества разошлись в нескольких миллионах экземпляров; число организованных ими лекций считается десятками тысяч. Идеи общества произвели сильное влияние на Э. Бернштейна, известная книга которого есть в значительной степени именно отражение фабианства (с присоединением некоторой доли немецкого национализма и даже шовинизма, совершенно чуждого фабианцам).
В XX веке фабианцы склонились к сотрудничеству с лейбористской партией.

## В литературе
С точки зрения идей фабианцев написаны произведения Гобсона («Эволюция современного капитализма», СПб., 1898; «Проблемы бедности и безработицы», СПб., 1900) и Уэбба. См. «Fabian Essays in Socialism» (Л., 1889; немецкий перевод, неполный, снабжен ценным предисловием Sänger’a); «Englische Socialreformer» (11-й т. «Bibliothek der Socialwissenschaft», Лпц., 1897); С. Булгаков, «Из общественно-экономических течений в современной Англии» («Народное хозяйство», 1901, № 5); S. Webb, «Der Socialismus in England» (Геттинген, 1898); Метен, «Социализм в Англии» (СПб., 1898).
В художественной литературе фабианцы и их взгляды занимают важное место в «Детской книге» Антонии С. Байетт.